# Voitsberg (Tännesberg)
Voitsberg ist ein Gemeindeteil des Marktes Tännesberg im Landkreis Neustadt an der Waldnaab (Oberpfalz, Bayern).

## Geographie
Das Dorf Voitsberg  liegt südlich unterhalb des Bergsattels zwischen der Voitsberger Höhe (605 m) und dem Eichenbühl (591 m), etwa einen Kilometer westlich des Flusses Pfreimd auf der Gemarkung Woppenrieth. Voitsberg ist über die Gemeindeverbindungsstraße von Kleinschwand oder von Woppenrieth kommend zu erreichen.

## Aus der Geschichte
Der diepoldingische Ministeriale Markward von Tännesberg ist um das Jahr 1225 nachgewiesen. Zu dieser Zeit kam die Herrschaft Tännesberg und mit ihm Voitsberg auf dem Erbwege an die Grafen von Ortenburg. 1280 war sie im Besitz der Paulsdorfer, Reichsministeriale, die sich nach Paulsdorf bei Amberg nannten. Eine Urkunde nennt Voytsperg mit zwei Gütern.
1336 hatte die Propstei Böhmischbruck Besitzungen um den Uchabach und den Tröbesbach. Ein Salbuch führt darin Voitsberg mit zwei Lehen auf. Ein weiteres Salbuch aus dem 16. Jahrhundert, das die Besitzverhältnisse beschreibt, berichtet von elf Anwesen in Voitsberg, darunter ein Hof, drei Halbhöfe, sechs Lehen und ein Hirtenhaus.

## Steuerdistrikt
Das Königreich Bayern wurde 1808 in 15 Kreise eingeteilt. Diese Kreise wurden nach französischem Vorbild nach Flüssen benannt (Naabkreis, Regenkreis, Unterdonaukreis usw.). Die Kreise gliederten sich in Landgerichtsbezirke. Die Bezirke wiederum sollten in einzelne Gemeindegebiete eingeteilt werden. Im Landgerichtsbezirk Vohenstrauß entstanden im Jahre 1808 so insgesamt 47 Steuerdistrikte. Einer dieser Distrikte war Kleinschwand mit den Ortsteilen Kleinschwand, Voitsberg, Woppenrieth, Hammer Böhmischbruck, Hammer Woppenrieth (Fischerhammer) und Kainzmühle.

## Gemeindebildung
In der im Jahre 1821 abgeschlossenen Gemeindebildung entstand die eigenständige Gemeinde Voitsberg. 1830 kam es zu einer Gemeindeumbildung, da jede Gemeinde mindestens 20 Familien haben sollte. 1830 erfolgte eine Eingliederung von Voitsberg in die Gemeinde Woppenrieth. 1946 kam Voitsberg zur Gemeinde Kleinschwand, da die Gemeinde Woppenrieth aufgelöst wurde. Am 1. Januar 1972 kam es im Zuge der Gemeindegebietsreform zur Auflösung der bis dahin selbstständigen Gemeinde Kleinschwand. Diese kam zum Markt Tännesberg. Ebenfalls wurde der Landkreis Vohenstrauß aufgelöst, zu dem die Gemeinde gehörte.